# Mujiangping (köpinghuvudort i Kina, Hunan Sheng, lat 28,05, long 109,72)
Mujiangping (kinesiska: 木江坪, 木江坪镇) är en köpinghuvudort i Kina. Den ligger i provinsen Hunan, i den södra delen av landet, omkring 320 kilometer väster om provinshuvudstaden Changsha. Antalet invånare är 16 556. Befolkningen består av 7 950 kvinnor och 8 606 män. Barn under 15 år utgör 21,0 %, vuxna 15-64 år 66 %, och äldre över 65 år 11,0 %.
Runt Mujiangping är det ganska tätbefolkat, med 207 invånare per kvadratkilometer. Närmaste större samhälle är Fenghuang, 17,4 km sydväst om Mujiangping. I omgivningarna runt Mujiangping växer huvudsakligen savannskog.
Genomsnittlig årsnederbörd är 1 796 millimeter. Den regnigaste månaden är maj, med i genomsnitt 290 mm nederbörd, och den torraste är januari, med 47 mm nederbörd.